# Li Qingzhao

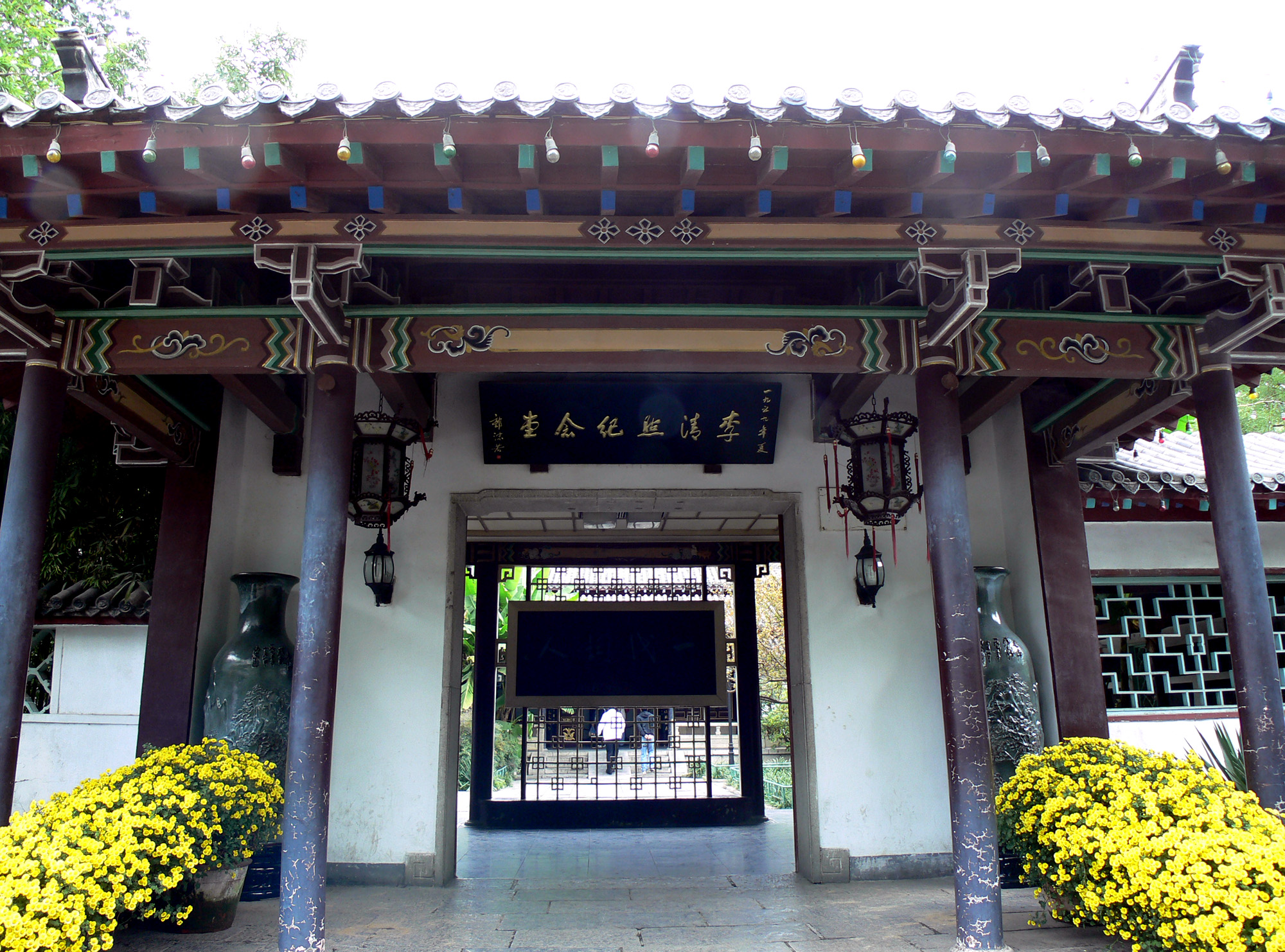
Memorial Li Qingzhao a Jinan

Li Qingzhao (en pinyin: Lǐ Qīngzhào, en xinès tradicional: 李清照, xinès simplificat: 李清照; Wade-Giles: Li Ch'ing-chao, àlies: Yi'an Jushi 易安居士) (1083-c. 1151) fou una escriptora, cal·lígrafa, pintora, poeta i col·leccionista de texts antics. Va ser una dona excepcional en la seva època, i una de les poetes més reconegudes de la literatura xinesa.

## Biografia
Va nàixer sota el regnat de Song Shen Zong; molts autors en citen com a data probable el 1083. Va créixer en una família benestant, pertanyent a l'alt funcionariat, erudits i militars, originaris de Shandong. El seu pare, Li Gefei, treballava a la cort de la dinastia Song, i també va ser un reconegut escriptor amic de Su Shi. Diversos escrits de l'època recullen la seva vida, molt més que no pas de la seva filla. Tot i que hi ha poques dades de la seva vida, la seva biografia ens ha arribat mitjançant altres biografies, referències d'altres autors, i també els seus propis escrits. La seva obra està molt lligada a la seva vida i, dels seus poemes i escrits, en podem extreure força informació. Cal destacar la seva obra Jin Shi Lu (Inscripcions en bronze i pedra), en especial el pròleg, en què ens parla d'ella i de la seva vida. Aquest tractat nasqué com a resultat de l'estudi que va fer de manuscrits i texts antics que col·leccionava. A partir de totes aquestes dades, es considera que va néixer a Bianjing, i la seva infància va ser relativament tranquil·la, estudiant els clàssics i component poesia. Es va casar el 1099 amb Zhao Mingcheng, que també era alt funcionari i col·leccionista; compartien moltes afinitats i interessos. En aquella època, a la cort dels Song es van produir intrigues i lluites polítiques, i la seva família va caure en desgràcia. Així, ella i la seva família hagueren de marxar a Guangxi, i després a Shandong. Però van haver canvis en el govern i van recuperar el favor de la cort. Això va fer que el seu marit recuperés la feina i marxés cap a la nova destinació, Laizhou; en aquest cas, ella no el va acompanyar. Aquesta situació marcarà els seus poemes d'aquest moment, tot i que al final, cap al 1125, renoven la seva vida junts en la nova destinació, a Zizhou.
L'entrada dels Jin pel nord canvia la història dels Song i alhora la de Li Qingzhao, que ha de fugir cap al sud. Perd una gran part de la seva col·lecció, i el 1129 mor el seu marit, i acaba marxant a la nova capital dels Song, a Hangzhou, cercant suport. Al final, es casa per segona vegada, té greus problemes i acaba separant-se. Els finals dels seus dies els passa recollint els seus escrits, ensenyant poesia, portant una vida senzilla i apartada de la cort. Els texts ens fan pensar que va morir als 68 anys.

## Obra literària

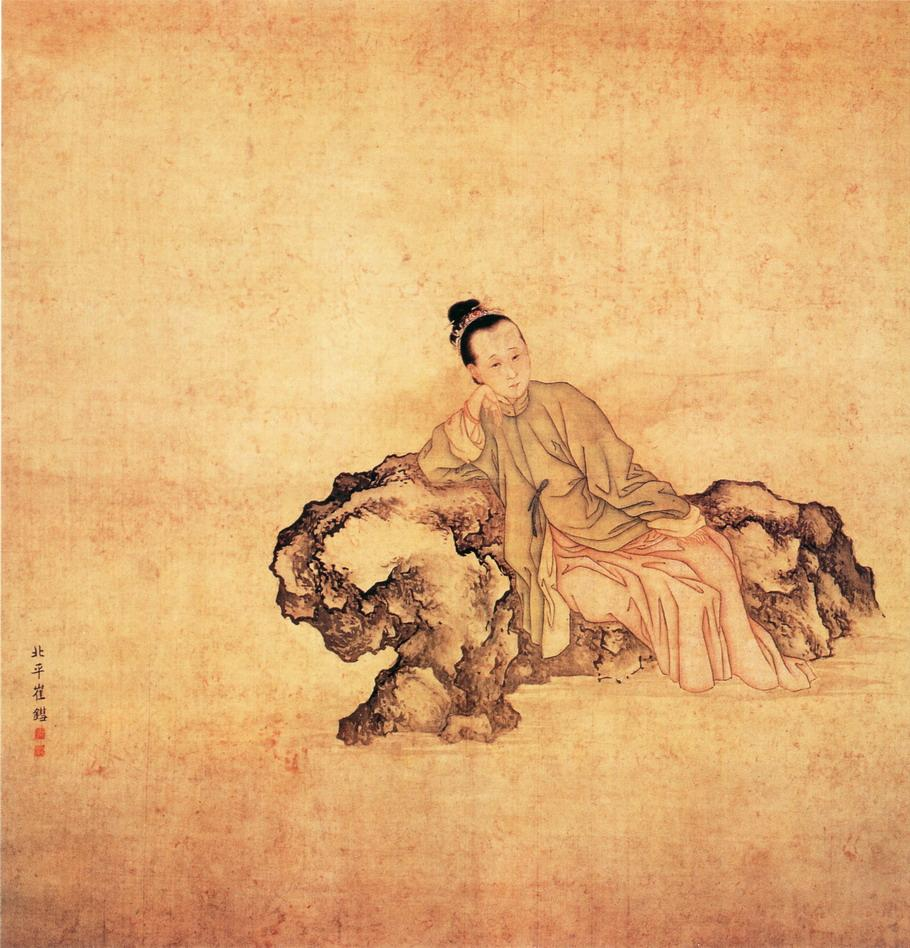
Pintura de la dinastia Qing que representa Li Qingzhao

Des de petita, va rebre una educació en els clàssics, i molt aviat va escriure poesia i assaigs sobre la poesia. Els seus primers escrits eren poemes Ci, i ja als vint anys tenia una certa fama. Ens ha arribat una ínfima part de la seva obra si tenim en compte les referències de l'època, que n'estimaven un total de tretze volums. Actualment, es conserven alguns dels seus Ci, el pròleg del Jin Xi Lu i un fragment de la seva obra Teoria del Ci. Però no han sobreviscut els seus poemes Shi, ni les seves cal·ligrafies i pintures de gran renom durant la seva vida. Durant la dinastia Ming, l'erudit Yang Shen intenta recuperar de nou l'obra de Li Qingzhao, recollida en una obra que anomena Col·lecció de jade pur, que és la que en l'actualitat es considera l'obra de Li Qingzhao.
Els temes principals en la seva poesia reflecteixen la seva convulsa vida. Així, trobem constantment la referència a l'abandonament, la solitud i la necessitat de retrobar-se amb l'espòs. Tot i que ho podem resumir en l'amor que sentia pel seu marit, són poemes molt personals. És una poesia en primera persona, parlant del que viu, del que la preocupa. Els últims poemes de la seva vida, crítics, desprenen certa tristor pels esdeveniments que li toca viure.